# Zamarada bernardii
Zamarada bernardii là một loài bướm đêm trong họ Geometridae.